# 銀座郵便局
銀座郵便局（ぎんざゆうびんきょく）は、東京都中央区銀座にある郵便局である。民営化以前の分類は郵便事業専門の集配普通郵便局であった。
2007年（平成19年）10月1日から2012年（平成24年）9月30日までは郵便事業銀座支店だった。

## 概要
- 冊子小包等の大量差出の引受業務を専門に取り扱う郵便事業専門の無集配普通郵便局として、廃止された東京南部小包集中局の局舎を再利用する形で開局した[1]。
- 開局当初は大口企業からの差出のみを引き受けるため常設の窓口を設置しておらず、一般客は利用出来なかったが、後にゆうゆう窓口を開設し一般客も利用出来るようになった。
- また、開局当初は集配業務を行っていなかったが、当地が京橋郵便局の郵便区（現在は晴海郵便局の管轄）内に所在することから、後に京橋郵便局および芝郵便局が受け持つ郵便区（集配業務）の一部を当局へ移管、集配業務を開始した。
- 開局当初の目的であった冊子小包等の大量差出の引受業務については、民営化を前に新越谷郵便局へ移管した。
- 2007年（平成19年）10月1日の民営化時点では中央区銀座、港区の一部地域（東新橋、海岸1丁目、海岸2丁目、芝浦1丁目）の集配業務を受け持つ支店であったが、2008年（平成20年）5月7日に丸の内支店の郵便区（集配業務）を当支店に統合したため、千代田区の一部（郵便番号の上5桁が100-00の地域）の集配業務についても受け持つこととなった。これにより国会議事堂（100-0014）の郵便物は銀座郵便局が集配を担当する。

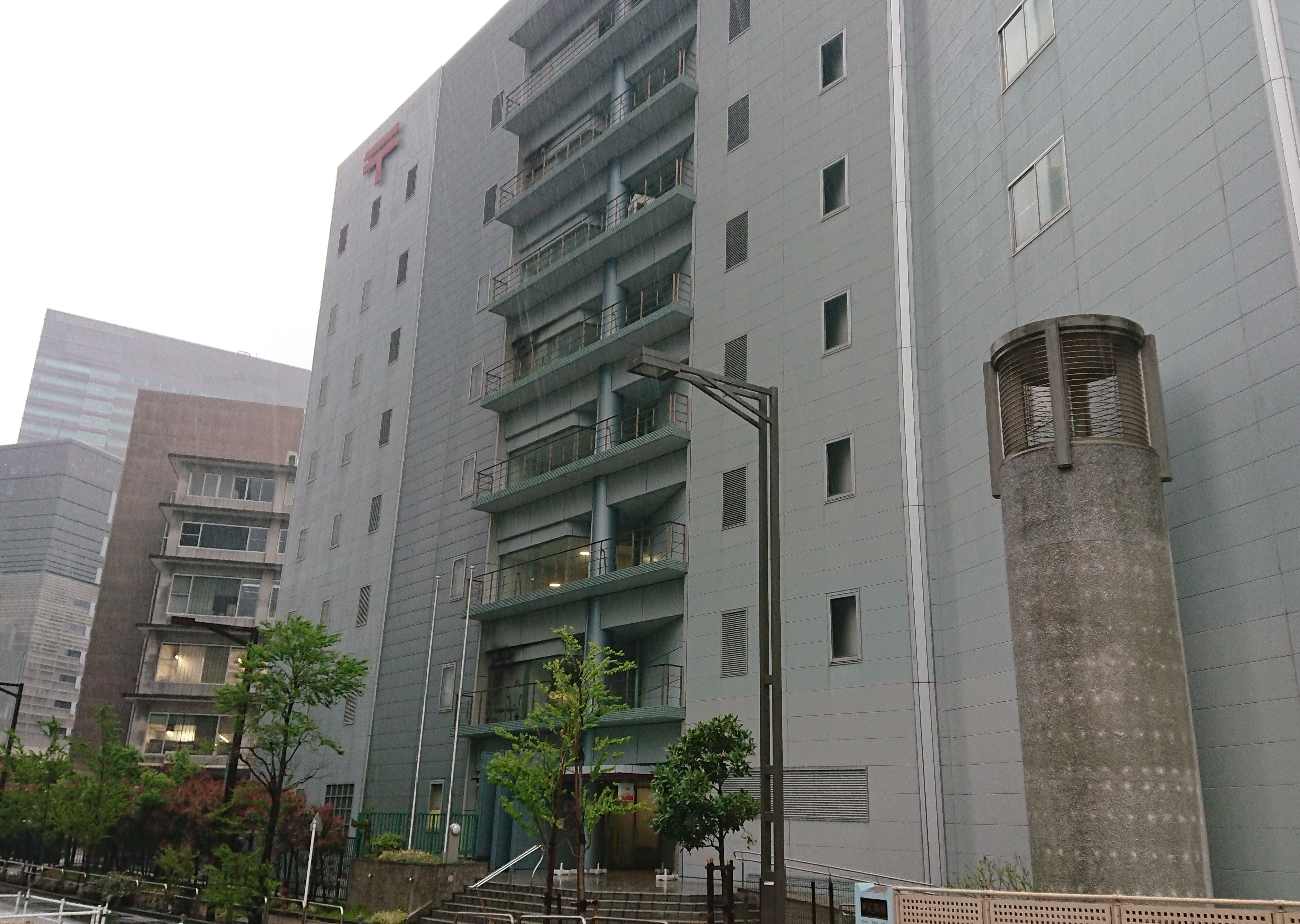
ゆうゆう窓口はこの建物1階にあり、両棟は渡り廊下でつながっている。

### 併設施設
- 日本郵政株式会社首都圏郵政健康管理センター銀座分室
- 芝郵便局銀座作業所（017950）[2]

### 分室
- JPタワー内分室（010161）[2] - JPタワー（東京中央郵便局）（東京都千代田区丸の内二丁目7-2）に設置。郵便窓口の24時間営業を行う（ただし東京中央郵便局営業時間中は原則として保管郵便物等の受取り、各種申請・届出の受付などの取り扱いのみ行う）。私書箱設置拠点。旧称・大手町分室（大手町ビル内）。2012年（平成24年）7月17日にJPタワーへ移転し、JPタワー内分室に改称。
- 大手町プレイス分室（010165）[2] - 大手町プレイス（大手町郵便局）（東京都千代田区大手町2-3-1）に設置。
- 昭和基地内分室
- しらせ船内分室（船内郵便局）

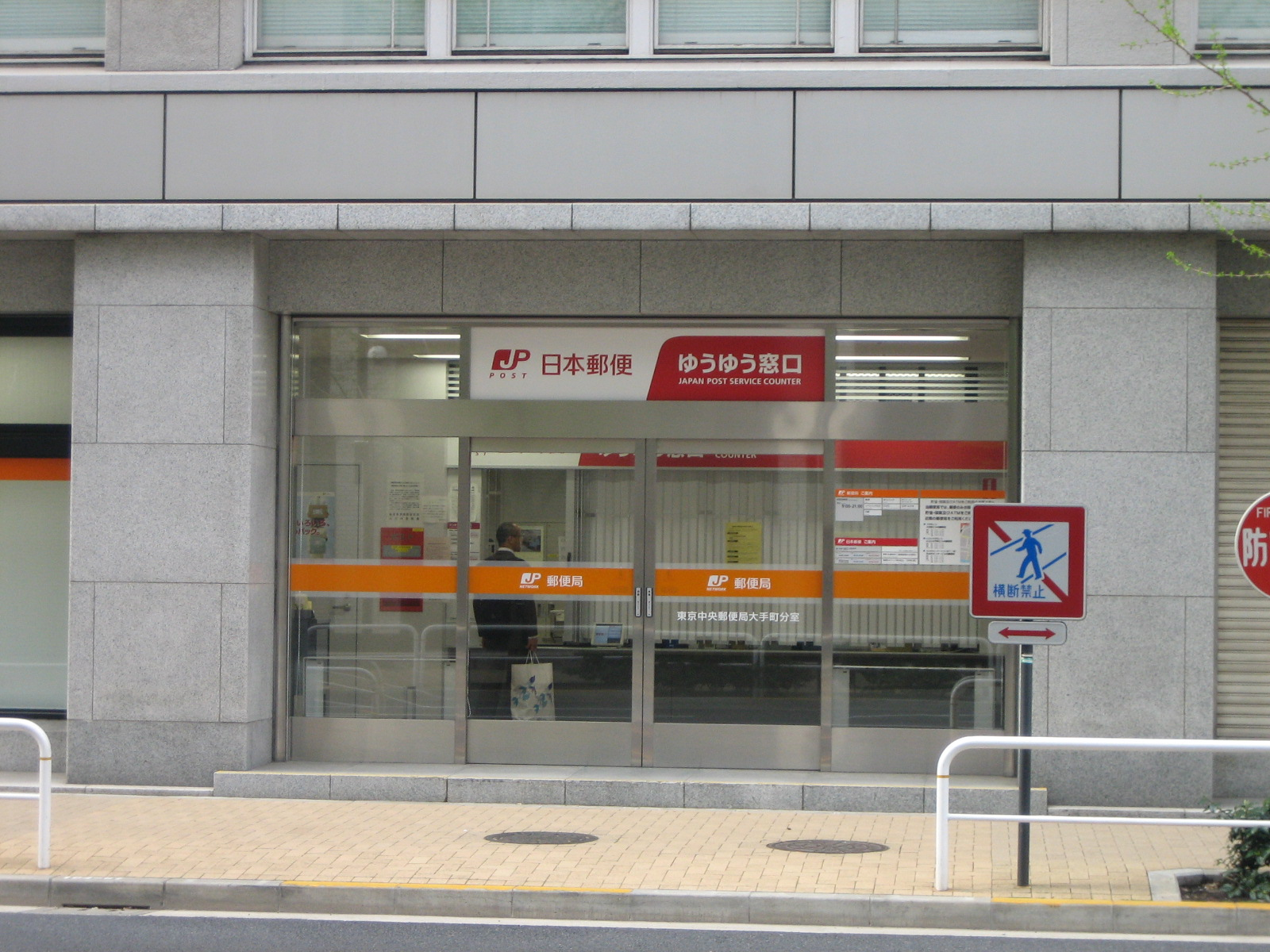
銀座郵便局大手町分室（2008年5月7日 - 2012年7月16日。現在はJPタワーに移転。）

## 沿革
- 1991年（平成3年）3月29日 - 前年に廃止された東京南部小包集中局の局舎を再利用する形で開局[1]。
- 2004年（平成16年）9月27日 - 京橋郵便局・芝郵便局の郵便区（集配業務）の一部を当局へ移管、同日をもって集配郵便局となる。また、ゆうゆう窓口を設置。
- 2007年（平成19年）3月5日 - 冊子小包等の大量差出の引受業務を新越谷郵便局へ移管。
- 2007年（平成19年）10月1日 - 民営化に伴い、郵便事業銀座支店と改称。
- 2008年（平成20年）5月7日 - 丸の内支店の郵便区（集配業務）を統合（これに伴い銀座支店の郵便番号が〒104-8798から、丸の内支店が使用していた〒100-8799に変更。取扱店番号も01480→01016となる）。同日丸の内支店跡地に丸の内分室を、大手町ビルに大手町分室を設置。
- 2008年（平成20年）7月19日 - 東京中央郵便局庁舎建て替えに伴い、丸の内分室を廃止。
- 2012年（平成24年）7月17日 - 大手町分室がJPタワーに移転し、JPタワー内分室に改称。
- 2012年（平成24年）10月1日 - 郵便事業と郵便局会社の合併に伴い、名称を銀座郵便局に戻す。

逓信省が明治時代に発足してから関東大震災により大手町へ移転するまで庁舎が置かれていた地である。当時の地名は「東京府東京市京橋区木挽町」。

## 取扱内容
- 千代田区の一部（〒100-00xx、60xx - 70xx、80xx - 89xxの地域）、中央区銀座（〒104-0061）、港区東新橋、海岸一丁目 - 二丁目、芝浦一丁目（〒105-0021 - 0023、70xx - 75xxの地域）の集配業務
- ゆうゆう窓口

## 風景印
- 表記は『銀座』
- 図案は『銀座和光の時計台』・『銀座の柳』・『ガス灯』・『銀座通りを歩く通行人』
- 使用開始日は2010年（平成22年）9月1日

### 過去の風景印
- 1991年（平成3年）3月29日 - 2007年（平成19年）9月30日
  - 表記は『銀座』
  - 図案は『銀座の町並み』・『浜離宮』
- 2007年（平成19年）10月1日 - 2008年（平成20年）5月6日
  - 表記は『銀座』
  - 図案は『銀座の町並み』・『浜離宮』
  -  : 郵便事業銀座支店へ移行。図案変更はなし。
- 2008年（平成20年）5月7日 - 2010年（平成22年）8月31日
  - 表記は『銀座』
  - 図案は『東京駅丸の内口』
  -  : 郵便事業丸の内支店の統合により図案も丸の内支店（東京中央郵便局の三代目）と同じものに変更。

## 周辺
- 汐留
- 浜離宮庭園
- 築地市場
- 朝日新聞東京本社・浜離宮朝日ホール
- 東京国税局
- 国立がん研究センター中央病院
- 新橋演舞場
- 中央区立銀座中学校
- 中銀カプセルタワー

## アクセス
- 新橋駅より徒歩約10分
- 汐留駅より徒歩約5分